# Uzbekistan ai XXI Giochi olimpici invernali
L'Uzbekistan ha partecipato ai XXI Giochi olimpici invernali di Vancouver, che si sono svolti dal 12 al 28 febbraio 2010, con una delegazione di 3 atleti.

## Pattinaggio di figura
| Gara                  | Atleta                  | Breve | Breve | Libero | Libero | Totale | Totale |
| Gara                  | Atleta                  | Punti | Pos.  | Punti  | Pos.   | Punti  | Pos.   |
| --------------------- | ----------------------- | ----- | ----- | ------ | ------ | ------ | ------ |
| Individuale femminile | Anastasia Gimazetdinova | 49,02 | 24    | 82,63  | 23     | 131,65 | 23     |

## Sci alpino
| Gara    | Atleta       | 1° manche | 2° manche | Tempo totale | Posizione |
| ------- | ------------ | --------- | --------- | ------------ | --------- |
| Slalom  | Oleg Shamaev | 57"65     | 1'00"40   | 1'58"05      | 42        |
| Gigante | Oleg Shamaev | 1'32"20   | 1'36"98   | 3'09"18      | 77        |

| Gara    | Atleta            | 1° manche  | 2° manche | Tempo totale | Posizione |
| ------- | ----------------- | ---------- | --------- | ------------ | --------- |
| Slalom  | Kseniya Grigoreva | non finito |           |              |           |
| Gigante | Kseniya Grigoreva | 1'31"59    | 1'25"63   | 2'57"22      | 58        |